# Österreichische Badmintonmeisterschaft 2015
Die Österreichische Badmintonmeisterschaft 2015 fand vom 30. Januar bis zum 1. Februar 2015 in Linz statt. Es war die 58. Auflage der Meisterschaften.

## Medaillengewinner
| Disziplin    | Gold                              | Silber                              | Bronze                                |
| ------------ | --------------------------------- | ----------------------------------- | ------------------------------------- |
| Herreneinzel | Matthias Almer                    | Luka Wraber                         | Wolfgang Gnedt                        |
| Herreneinzel | Matthias Almer                    | Luka Wraber                         | Jan Sedlmayr                          |
| Dameneinzel  | Elisabeth Baldauf                 | Katrin Neudolt                      | Miriam Gruber                         |
| Dameneinzel  | Elisabeth Baldauf                 | Katrin Neudolt                      | Sonja Langthaler                      |
| Herrendoppel | Jürgen Koch Peter Zauner          | Dominik Stipsits Roman Zirnwald     | Lukas Rebhandl Simon Rebhandl         |
| Herrendoppel | Jürgen Koch Peter Zauner          | Dominik Stipsits Roman Zirnwald     | Paul Demmelmayer Vilson Vattanirappel |
| Damendoppel  | Elisabeth Baldauf Iris Freimüller | Julia Herndlhofer Michaela Mathis   | Anna Demmelmayer Jenny Ertl           |
| Damendoppel  | Elisabeth Baldauf Iris Freimüller | Julia Herndlhofer Michaela Mathis   | Katrin Neudolt Bianca Schiester       |
| Mixed        | Roman Zirnwald Elisabeth Baldauf  | René Nichterwitz Verena Fastenbauer | Matthias Bertsch Janine Lais          |
| Mixed        | Roman Zirnwald Elisabeth Baldauf  | René Nichterwitz Verena Fastenbauer | Paul Demmelmayer Anna Demmelmayer     |

## Herreneinzel
- Heimo Götschl – Markus Ratzenböck: 23-21 22-20
- Peter Wetz – Michael Hofmann: 22-24 21-12 21-10
- Christoph Preissl – Carl Birkfellner: 21-15 21-10
- Philipp Drexler – Arthur Tomsovic: 21-7 21-13
- Christoph Kainrath – Gernot Hörhager: 21-13 21-12
- Benjamin Schlemmer – Wolfgang Luber: 21-9 21-10
- Markus Garsleitner – Daniel Walchshofer: 21-11 23-21
- Jakob Sorger – Rafael Witzmann: w.o.
- Sascha Weninger – Michael Schausberger: 21-15 21-18
- Ralph Bittenauer – Masahiko Tanaka: 21-10 21-9
- Lukas Fröhlich – Peter Hofmann: 21-15 21-15
- Florian Brandstötter – Harald Hochgatterer: w.o.
- Florian Baumgartner – Richard Schneeberger: 21-17 21-11
- Andrej Serov – Thomas Hahn: 21-12 21-13
- Marian Gratzer – Markus Pöllhuber: 21-14 21-14
- Simon Turba – Erik Gebeshuber: 21-10 21-11
- Daniel Springer – Philip Birker: 21-12 18-21 21-13
- Michael Giesinger – Matthias Blaukovitsch: 21-12 21-7
- Luka Wraber – Heimo Götschl: w.o.
- Lukas Weissenbäck – Peter Wetz: 21-13 21-11
- Matthias Bertsch – Christoph Preissl: 21-9 21-14
- Wolfgang Gnedt – Christoph Kainrath: 21-6 21-7
- Benjamin Schlemmer – Markus Garsleitner: 21-11 21-15
- Erik Seiwald – Sascha Weninger: 22-20 21-8
- René Nichterwitz – Philipp Drexler: 21-6 21-13
- Lukas Rebhandl – Andrej Serov: 16-21 21-19 21-13
- Ralph Bittenauer – Jakob Sorger: 21-19 21-13
- Jan Sedlmayr – Marian Gratzer: 21-17 21-7
- Lukas Fröhlich – Fabian Steurer: w.o.
- Vilson Vattanirappel – Florian Brandstötter: 21-19 21-8
- Markus Grutschnig – Simon Turba: 21-15 12-21 21-18
- Leon Seiwald – Florian Baumgartner: 22-20 21-14
- Markus Schaller – Daniel Springer: 20-22 21-15 21-13
- Matthias Almer – Michael Giesinger: 21-18 21-7
- Luka Wraber – Lukas Weissenbäck: 21-7 21-15
- Matthias Bertsch – Erik Seiwald: 22-20 21-11
- René Nichterwitz – Lukas Rebhandl: 21-15 21-14
- Wolfgang Gnedt – Benjamin Schlemmer: 21-19 19-21 21-8
- Jan Sedlmayr – Ralph Bittenauer: 21-13 21-19
- Vilson Vattanirappel – Lukas Fröhlich: 21-15 21-14
- Leon Seiwald – Markus Grutschnig: 21-14 21-14
- Matthias Almer – Markus Schaller: 21-12 21-12
- Luka Wraber – Matthias Bertsch: 21-16 21-10
- Wolfgang Gnedt – René Nichterwitz: 21-15 21-17
- Jan Sedlmayr – Vilson Vattanirappel: 21-15 21-10
- Matthias Almer – Leon Seiwald: 21-6 21-15
- Matthias Almer – Luka Wraber: 14-21 24-22 23-21
- Luka Wraber – Wolfgang Gnedt: 21-11 21-9
- Matthias Almer – Jan Sedlmayr: 21-7 21-16

## Dameneinzel
- Carina Meinke – Nadine Reiter: 18-21 21-14 23-21
- Michaela Mathis – Maria Steinmann: 21-19 21-7
- Natalie Hofinger – Antonia Meinke: 16-21 21-18 21-14
- Nina Sorger – Laura Hauser: 21-15 21-8
- Elisabeth Baldauf – Carina Meinke: 21-7 21-6
- Bianca Schiester – Barbara Galos: 21-17 21-19
- Anna Demmelmayer – Michaela Mathis: 21-9 20-22 21-11
- Miriam Gruber – Corinna Karlovits: 21-13 21-8
- Jenny Ertl – Jana Haas: 21-10 21-18
- Sonja Langthaler – Natalie Hofinger: 21-16 21-13
- Janine Lais – Katharina Hochmeir: 19-21 21-19 21-18
- Katrin Neudolt – Nina Sorger: 21-10 21-15
- Elisabeth Baldauf – Bianca Schiester: 21-13 21-12
- Miriam Gruber – Anna Demmelmayer: 21-12 9-21 22-20
- Sonja Langthaler – Jenny Ertl: 21-17 21-17
- Katrin Neudolt – Janine Lais: 20-22 22-20 21-17
- Elisabeth Baldauf – Katrin Neudolt: 21-14 21-11
- Elisabeth Baldauf – Miriam Gruber: 21-8 21-11
- Katrin Neudolt – Sonja Langthaler: 19-21 21-17 21-13

## Herrendoppel
- Erik Gebeshuber / Arthur Tomsovic – Wolfgang Luber / Masahiko Tanaka: 25-23 20-22 21-17
- Chiao-Yi Li / Michael Giesinger – Matthias Kurowski / Sascha Weninger: 21-15 21-12
- Lukas Fröhlich / Florian Baumgartner – Christoph Kainrath / Daniel Walchshofer: w.o.
- René Nichterwitz / Wolfgang Gnedt – Philipp Drexler / Jakob Sorger: 21-7 21-12
- Daniel Springer / Markus Ratzenböck – Florian Brandstötter / Bernhard Gruber: 21-13 21-16
- Manuel Weber / Dominik Kronsteiner – Gernot Hörhager / Peter Wetz: 21-12 21-15
- Christoph Frantes / Georg Cejnek – Richard Schneeberger / Erik Seiwald: 21-15 15-21 27-25
- Harald Hochgatterer / Thomas Hahn – Michael Hofmann / Peter Hofmann: 21-19 21-9
- Leon Seiwald / Philip Birker – Michael Schausberger / Andrej Serov: 21-14 21-15
- Peter Zauner / Jürgen Koch – Florian Baumgartner / Lukas Fröhlich: 21-10 21-6
- René Nichterwitz / Wolfgang Gnedt – Markus Ratzenböck / Daniel Springer: 21-11 21-17
- Simon Rebhandl / Lukas Rebhandl – Dominik Kronsteiner / Manuel Weber: 21-13 21-14
- Jan Sedlmayr / Matthias Bertsch – Erik Gebeshuber / Arthur Tomsovic: 21-14 21-11
- Lukas Weissenbäck / Stefan Ratheyser – Georg Cejnek / Christoph Frantes: 21-16 28-26
- Vilson Vattanirappel / Paul Demmelmayer – Michael Giesinger / Chiao-Yi Li: 21-7 21-8
- Benjamin Schlemmer / Ralph Bittenauer – Thomas Hahn / Harald Hochgatterer: 21-17 21-18
- Roman Zirnwald / Dominik Stipsits – Philip Birker / Leon Seiwald: 21-15 21-19
- Peter Zauner / Jürgen Koch – Wolfgang Gnedt / René Nichterwitz: 21-11 21-10
- Simon Rebhandl / Lukas Rebhandl – Matthias Bertsch / Jan Sedlmayr: 21-16 24-22
- Vilson Vattanirappel / Paul Demmelmayer – Stefan Ratheyser / Lukas Weissenbäck: 16-21 21-14 21-17
- Roman Zirnwald / Dominik Stipsits – Ralph Bittenauer / Benjamin Schlemmer: 21-16 21-10
- Peter Zauner / Jürgen Koch – Dominik Stipsits / Roman Zirnwald: 21-13 21-18
- Peter Zauner / Jürgen Koch – Lukas Rebhandl / Simon Rebhandl: 21-14 21-12
- Roman Zirnwald / Dominik Stipsits – Paul Demmelmayer / Vilson Vattanirappel: 21-11 21-15

## Damendoppel
- Katharina Hochmeir / Jana Haas – Barbara Galos / Corinna Karlovits: 16-21 22-20 21-11
- Nadine Reiter / Karina Nader – Antonia Meinke / Carina Meinke: 21-11 21-18
- Iris Freimüller / Elisabeth Baldauf – Jana Haas / Katharina Hochmeir: 21-15 21-18
- Jenny Ertl / Anna Demmelmayer – Natalie Hofinger / Maria Steinmann: 21-10 21-19
- Michaela Mathis / Julia Herndlhofer – Sonja Langthaler / Nina Sorger: 21-15 21-14
- Bianca Schiester / Katrin Neudolt – Karina Nader / Nadine Reiter: 21-19 21-12
- Iris Freimüller / Elisabeth Baldauf – Julia Herndlhofer / Michaela Mathis: 21-8 21-18
- Iris Freimüller / Elisabeth Baldauf – Anna Demmelmayer / Jenny Ertl: 21-14 21-15
- Michaela Mathis / Julia Herndlhofer – Katrin Neudolt / Bianca Schiester: 13-21 21-18 21-18

## Mixed
- Michael Schausberger / Nadine Reiter – Laura Hauser / Daniel Springer: 21-12 22-20
- Ralph Bittenauer / Nina Sorger – Harald Hochgatterer / Karina Nader: 21-8 21-13
- Matthias Bertsch / Janine Lais – Markus Grutschnig / Jenny Ertl: 21-0 21-0 No Match
- Andrej Serov / Jana Haas – Lukas Rebhandl / Natalie Hofinger: 21-15 21-15
- Erik Seiwald / Antonia Meinke – Lukas Fröhlich / Katharina Hochmeir: 13-21 21-16 21-15
- Dominik Kronsteiner / Miriam Gruber – Christoph Frantes / Julia Herndlhofer: 19-21 21-15 21-16
- Roman Zirnwald / Elisabeth Baldauf – Michael Schausberger / Nadine Reiter: 21-7 21-16
- Jan Sedlmayr / Michaela Mathis – Markus Schaller / Barbara Galos: 21-17 21-14
- Matthias Bertsch / Janine Lais – Stefan Ratheyser / Sonja Langthaler: 21-18 14-21 21-15
- René Nichterwitz / Verena Fastenbauer – Andrej Serov / Jana Haas: 21-13 21-13
- Simon Rebhandl / Iris Freimüller – Ralph Bittenauer / Nina Sorger: 21-11 21-19
- Dominik Stipsits / Bianca Schiester – Dominik Kronsteiner / Miriam Gruber: 21-19 21-18
- Florian Baumgartner / Alexandra Mathis – Philip Birker / Carina Meinke: 21-10 21-12
- Paul Demmelmayer / Anna Demmelmayer – Erik Seiwald / Antonia Meinke: 21-14 21-14
- Roman Zirnwald / Elisabeth Baldauf – Jan Sedlmayr / Michaela Mathis: 21-14 21-16
- Matthias Bertsch / Janine Lais – Simon Rebhandl / Iris Freimüller: 18-21 21-14 22-20
- René Nichterwitz / Verena Fastenbauer – Dominik Stipsits / Bianca Schiester: 21-15 15-21 24-22
- Paul Demmelmayer / Anna Demmelmayer – Florian Baumgartner / Alexandra Mathis: 21-23 21-16 21-15
- Roman Zirnwald / Elisabeth Baldauf – René Nichterwitz / Verena Fastenbauer: 21-16 21-10
- Roman Zirnwald / Elisabeth Baldauf – Matthias Bertsch / Janine Lais: 21-15 21-12
- René Nichterwitz / Verena Fastenbauer – Paul Demmelmayer / Anna Demmelmayer: 21-14 21-16